# Красотел пахучий
Красоте́л паху́чий (лат. Calosoma sycophanta) — крупный жук из семейства жужелиц. Отличается золотисто-сине-зелёными надкрыльями и резким запахом, который жук издаёт в случае опасности.

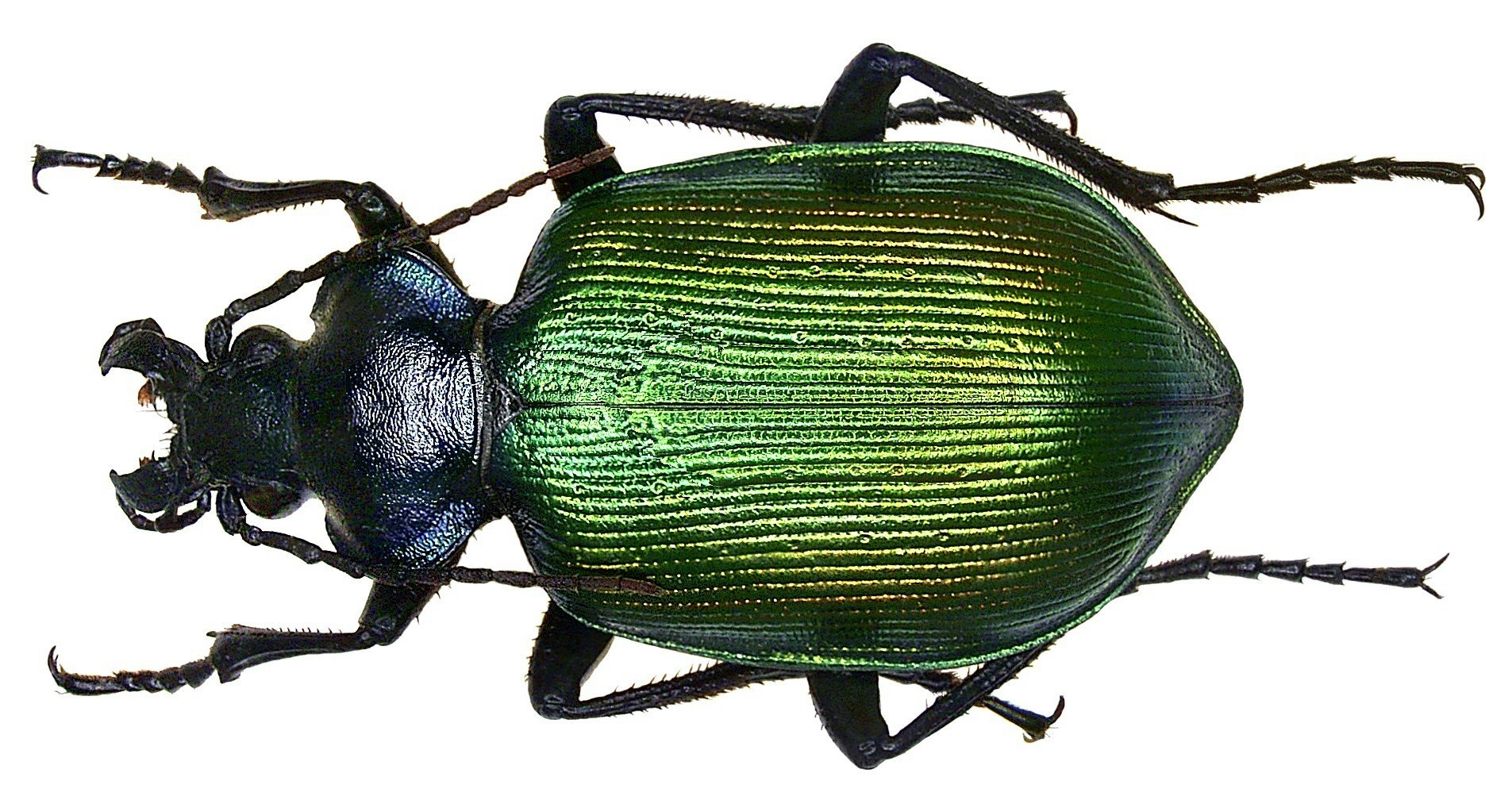

## Внешний вид
Крупная жужелица, отличается яркими золотисто-сине-зелёными надкрыльями. Голова и переднеспинка тёмно-синие или сине-зелёные. Длина тела 21—35 мм.

## Жизненный цикл
Продолжительность жизни 2—4 года. Взрослые жуки зимуют в почве или подстилке.
Спаривание и откладывание яиц происходит весной и в начале лета. Самки откладывают в почву от 100 до 650 яиц. Через 5—15 дней появляются личинки, которые к середине июля завершают развитие и окукливаются в почве на глубине 20—30 см. Молодые жуки выходят из куколок уже в августе—сентябре и здесь же, в куколочных колыбельках, остаются зимовать.

## Образ жизни
Очень активный хищник, охотится днём, питается гусеницами волнянок и шелкопрядов. За летний период один жук уничтожает 200—300 гусениц непарного шелкопряда, а личинка — около 60 гусениц и 15—20 куколок. В отличие от большинства видов данного рода, красотел обитает не на поверхности земли, а на деревьях. Он прекрасно лазает по стволам и тонким ветвям, охотясь за гусеницами. В отличие от большинства жужелиц хорошо летает. 

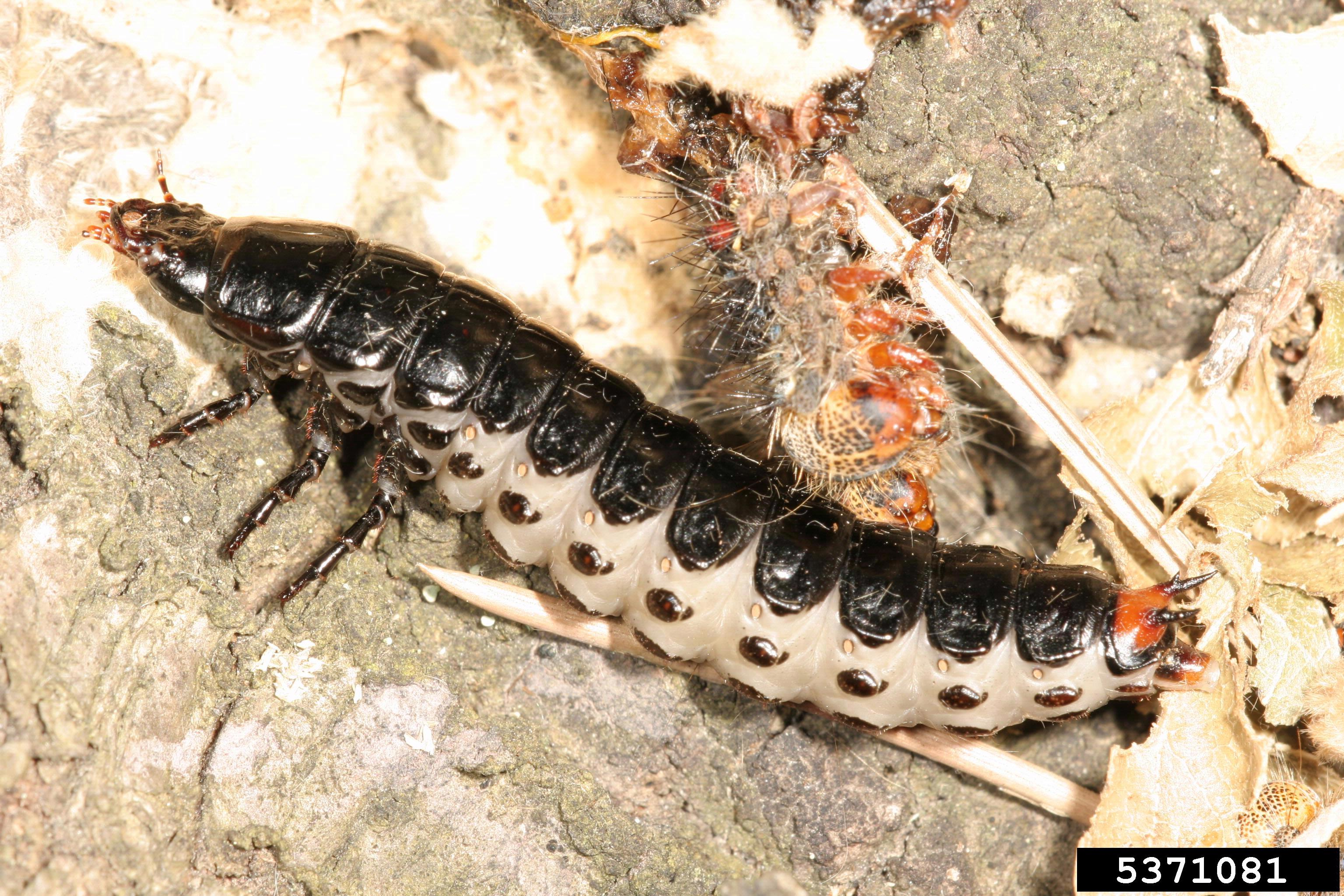
Личинка

## Ареал
Зона широколиственных лесов Европы, Кавказ, Передняя Азия, Афганистан, горы Средней Азии, Восточный Казахстан, Северо-Западный Китай, Северная Африка. По Южному Уралу проходит восточная граница ареала вида. В горы поднимается до высот 1500—2000 метров над уровнем моря.

## Численность
Существует прямая зависимость численности от численности гусениц кольчатого и непарного шелкопрядов и других листогрызущих насекомых, служащих им пищей.

## Замечания по охране
Занесён в Красную Книгу СССР, Красную Книгу России (II категория — вид с сокращающейся численностью), Красную книгу Украины. В пределах России (Российская Федерация) также включен в региональные Красные книги, (например, Красная книга Республики Мордовия). Внесён в Европейский Красный список.
Охраняется в Ильменском заповеднике, Троицком заказнике, на территории «Санарский бор».